# Transformismo

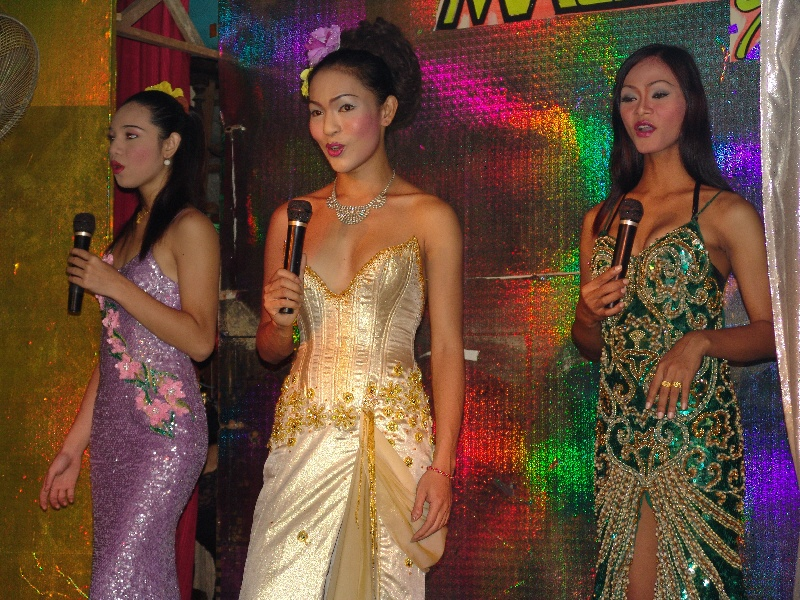
Transformistas tailandeses (Kathoey).

El transformismo es un sustantivo usado para referirse a la actividad de caracterizarse, generalmente un individuo del sexo masculino, como alguien del sexo contrario, adoptando las formas culturales (maquillaje, vestimenta, gestos, forma de hablar) que convencionalmente se le asignan al sexo contrario. Esto puede estar relacionado o no con la identidad sexual, y el mismo sustantivo se puede aplicar a las mujeres que simulan el rol masculino.[cita requerida]
Muchas culturas incluyen esta práctica como una expresión artística, como es el caso de los onnagatas del teatro kabuki japonés, o los actores masculinos que representaban roles femeninos en la ópera tradicional china, así como también se acostumbraba en siglos pasados en el teatro de algunos países de Europa, cuando las mujeres tenían prohibido ser actrices.[cita requerida]

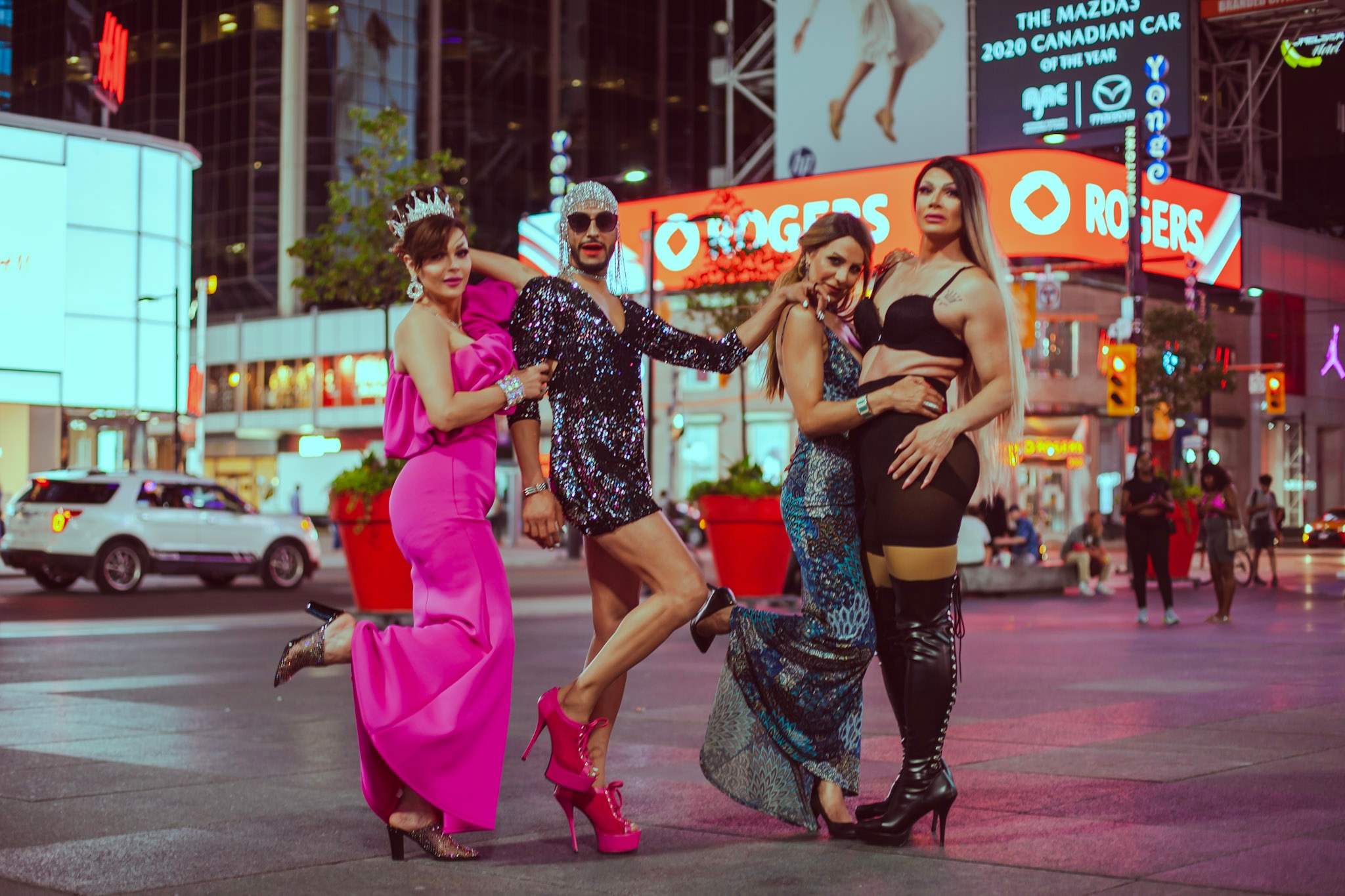
Drag queen.

## Ejemplos modernos de transformismo
Ejemplos modernos de transformismo no relacionado con la identidad sexual podrían ser las películas hollywoodienses Victor Victoria (1982), Tootsie (1982) y Mrs. Doubtfire (1993), donde sus protagonistas (Julie Andrews, Dustin Hoffman y Robin Williams, respectivamente) interpretan a personajes que por peripecias diversas, han de encubrir su identidad simulando pertenecer al sexo contrario.
Entre los actores masculinos que se han vestido de mujer en actuaciones, programas de televisión o películas, están los estadounidenses Eddie Murphy, Tyler Perry, los hermanos Shawn, Marlon Wayans, Rob Schneider, Michael Rosenbaum, Harland Williams, John Travolta, Johnny Depp (Antes de que anochezca, Ed Wood), Hugh Laurie, Robert De Niro (Stardust), Jared Leto (en Dallas Buyers Club), el mexicano Gael García Bernal, Adam Sandler (en Jack y Jill), Patrick Swayze y el colombiano John Leguizamo. Probablemente Tim Curry, en su papel de Frank N. Furter, sea uno de los casos más conocidos. Interpretó "Just a Sweet Transvestite From Transsexual Transilvania" (dulce travestido de la transexual Transilvania) en The Rocky Horror Picture Show (El show de terror de Rocky, la película). 
En anime, la serie popular Robotech de los años 1980, en la tercera generación, tenía como protagonista al héroe transformista Yellow Dancer. El original corresponde a la serie japonesa Génesis Climber Mospeada.